# Philippe Chevallier (philosophe)
Pour les articles homonymes, voir Philippe Chevallier et Chevallier.
Philippe Chevallier est un philosophe français, né à Rennes le 13 septembre 1974 .

## Biographie
Philippe Chevallier est un ancien jésuite[réf. souhaitée] , docteur en philosophie de l'université Paris-Est. Il travaille à la Bibliothèque nationale de France. Il collabore à la rubrique des livres de L'Express depuis 2008.  

## Publications

### Livres
- Michel Foucault, Le Pouvoir et la Bataille, Nantes, Pleins Feux, 2004, nouvelle édition revue et complétée, Paris, Presses universitaires de France - PUF, 2014, 120 p.  (ISBN 978-2-13-063115-6)
- Être soi. Actualité de Søren Kierkegaard, Paris, François Bourin, 2011 ; traduction en portugais (Brésil) : Ser Eu. Atualidade de Søren Kierkegaard, Florianópolis, Editora da Universidade Federal de Santa Catarina, 2017 ; deuxième édition revue et complétée : Être soi, Une introduction à Kierkegaard, Genève, Labor et Fides, 2020, 192 p.  (ISBN 978-2-8309-1715-4)
- Michel Foucault et le christianisme, Lyon, ENS éditions, coll. « La croisée des chemins », 2011, 374 p.
- La Chanson exactement, L'art difficile de Claude François, Paris, Presses universitaires de France - PUF, 2017, 288 p.  (ISBN 978-2-13-078904-8)

### Direction d'ouvrages
- Philippe Chevallier (dir.), Antoine de Baecque (dir.) et al., Dictionnaire de la pensée du cinéma, Paris, Presses universitaires de France - PUF, coll. « Quadrige dicos poche », 2012, 816 p. (ISBN 978-2-13-058018-8), deuxième édition revue et augmentée, 2016
- Philippe Chevallier (dir.), Philippe Büttgen (dir.) et al., Foucault, les Pères, le sexe. Autour des Aveux de la chair, Paris, Éditions de la Sorbonne, 2021 (ISBN 979-1035106409)

### Éditions
- Michel Foucault, « Préface à la transgression », « Les utopies réelles ou Lieux et autres lieux », « Le corps utopique », « Nietzsche, la généalogie, l’histoire », « La vie des hommes infâmes », « Inutile de se soulever ? », « De l’amitié comme mode de vie », in Œuvres, t. 2, Frédéric Gros (dir.), Paris, Gallimard, « Bibliothèque de la Pléiade », 2015.

## Distinction
- 2017 : Meilleurs livres de l'année du magazine Lire, catégorie "Arts", pour La Chanson exactement, L'art difficile de Claude François[6]